# Alicja Walczak (siatkarka)
Alicja Walczak (ur. 24 stycznia 1994) – polska siatkarka, grająca na pozycji libero. Obecnie występuje w drużynie WTS Włocławek. Jest wychowanką Pałacu Bydgoszcz.

## Kluby
| Klub               | Lata gry    |
| ------------------ | ----------- |
| KS Pałac Bydgoszcz | 2012 − 2013 |
| Joker Świecie      | 2013 − 2014 |